# Humbertiella henrici
Humbertiella henrici är en malvaväxtart som beskrevs av Bénédict Pierre Georges Hochreutiner. Humbertiella henrici ingår i släktet Humbertiella och familjen malvaväxter. Inga underarter finns listade i Catalogue of Life.